# Araruna (kommun i Brasilien, Paraná)
Araruna är en kommun i Brasilien.   Den ligger i delstaten Paraná, i den södra delen av landet, 1 000 km sydväst om huvudstaden Brasília. Antalet invånare är 13 424.
Trakten runt Araruna består till största delen av jordbruksmark. Runt Araruna är det glesbefolkat, med 10 invånare per kvadratkilometer.